# Microcharon letiziae
Microcharon letiziae är en kräftdjursart som beskrevs av Giuseppe L. Pesce och Diana M.P. Galassi 1989. Microcharon letiziae ingår i släktet Microcharon och familjen Microparasellidae. Inga underarter finns listade i Catalogue of Life.